# José López Guntín
José López Guntín es un pintor español nacido en Villalba (Lugo) en 1929 y fallecido en Lugo en 1996.

## Formación
A pesar de la oposición de su familia decide dedicarse a la pintura. En el año 1946 es becado por la Diputación de Lugo para ingresar en la Escuela de Bellas Artes de San Fernando de Madrid, donde finalmente se licenciará.

## Obra
A su regreso a Galicia, a principios de los años 60, funda el grupo "Seis Urogallos" con Jesús Blas Lourés, Manuel Cancio Varela, Tino Prados López, Antonio Estrada y Luis Gómez Pacios, procedentes en su mayor parte de la Escuela de Bellas Artes de San Fernando. Su intención era acercar el arte al pueblo, exponiendo sus obras en el céntrico local hostelero "Ferreirós". 
El Museo Provincial de Lugo realiza una exposición en el año 2008 en homenaje a este grupo.
José López Guntín se inicia en el realismo a través de retratos y composiciones figurativas, acercándose al neo-impresionismo. Más tarde su obra parece acercarse a la nueva figuración, que geometriza los elementos y la figura humana.
Realiza su primera exposición en Madrid, en la Galería Ferreres, a la que seguirán otras en casi todas las ciudades gallegas, además de León, Barcelona, Valencia y un largo etc. que concluye en 1992, en la sala Laxeiro de Vigo.

## Docencia
Profesor de Dibujo en varios centros de la capital, ejerce la docencia en el Instituto Masculino de Lugo entre los años 1968 y 1971. En este centro se conservan dos óleos de su autoría, de temática escolar.
También dio clase en el Instituto Mixto I hasta su jubilación.